# Kameanuvate, Novomîkolaiivka
Kameanuvate (în ucraineană Кам`янувате) este un sat în comuna Sofiivka din raionul Novomîkolaiivka, regiunea Zaporijjea, Ucraina.

## Demografie
Componența lingvistică a localității Kameanuvate
     Ucraineană (100%)
Conform recensământului din 2001, toată populația localității Kameanuvate era vorbitoare de ucraineană (100%).